# G17 Plus
G17 Plus war eine liberal-konservative Partei in Serbien. Sie war ein assoziiertes Mitglied der Europäischen Volkspartei.
Die Kerngruppe besteht aus 17 Experten (Ökonomen, Historiker, Politikwissenschaftler) die 1997 die G17 als nichtstaatliche Organisation gründeten.
Am 16. Dezember 2002 wurde diese Organisation offiziell Partei, unter der Führung von Miroljub Labus. 
Bei der Wahl 2003 errang die Partei 34 Sitze im Parlament. Drei dieser Sitze gingen an die Sozialdemokratische Partei (Socijaldemokratska partija), mit der G17 Plus eine Listenverbindung eingegangen war. 
Im März 2004 formierte sie mit der Demokratischen Partei Serbiens (Demokratska stranka Srbije) und einer Koalition aus der Serbischen Erneuerungsbewegung und der Partei Neues Serbien, eine Minderheitsregierung.
Im Mai 2006 trat Miroljub Labus als Parteipräsident zurück. Sein Nachfolger wurde der Finanzminister, Mlađan Dinkić.
Am 1. Oktober 2006 teilte die Partei mit, dass sie die Regierungskoalition verlässt, da die Regierung nicht in der Lage sei, den vom ICTY wegen des Vorwurfs von Kriegsverbrechen gesuchten General Ratko Mladić zu verhaften. Dadurch wurden vorgezogene Parlamentswahlen nötig.
Bei den Parlamentswahlen 2007 errang die Partei 19 von 250 Sitzen im Parlament. Sie ging mit der Demokratischen Partei (DS) und der Demokratska Stranka Srbije – Demokratische Partei Serbiens und Neues Serbien (DDS) eine Regierungskoalition ein. Der Vize-Präsident der Partei, Predrag Marković, wurde zum Parlamentspräsidenten gewählt. 
Anfang 2008 brach die Koalition auseinander, als Premier Koštunica am 8. März seinen Rücktritt ankündigte. Bei den am 11. Mai stattgefundenen Parlamentswahlen errang die Partei in einer Koalition mit den proeuropäischen Parteien zusammen 102 Plätze im Parlament. Nach fast zweimonatigen Verhandlungen einigte sich die Koalition mit der Sozialistischen Partei Serbiens und einigen Vertretern von Minderheiten auf die Bildung einer Koalitionsregierung.